# سيمون الكسندر فرازير
سيمون الكسندر فرازير (بالإنجليزية: Simon Alexander Fraser)‏ هو موسيقي أسترالي، ولد في 13 فبراير 1845 في تاسمانيا في أستراليا، وتوفي في 17 أبريل 1934 في Mansfield, Victoria ‏ في أستراليا.